# 메렛세게르
고대 이집트 신화에 등장하는 메렛세게르(Meretseger, Mertseger)는 '침묵을 사랑하는 자'라는 뜻으로 신왕국 시대 테베에서 숭배된 위험과 자비의 여신이다. 코브라의 여신으로서, 종종 사랑과 미의 여신 하토르와 혼합되었다.
이집트 사람들은 메렛세게르가 파라오들이 주로 묻혀 있는 왕들의 계곡에 위치한 피라미드 모양의 산꼭대기에 산다고 믿었다. 그녀는 데일 엘 메디나에서 무덤을 건설하는 장인들의 수호신이었다.

## 신화

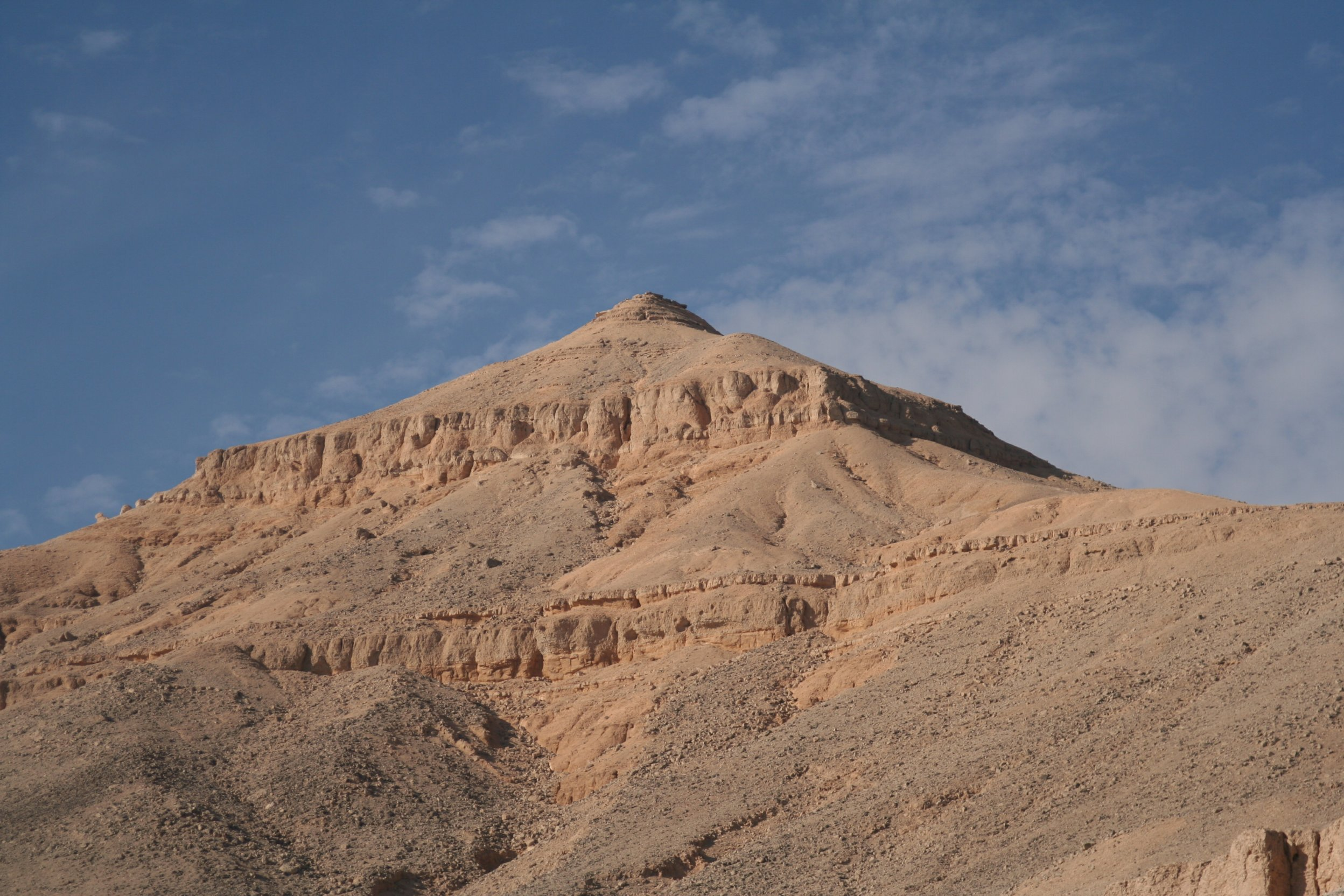
피라미드 모양의 산

## 같이 보기
- 이집트 신화
- 왕들의 계곡